# Medienpolitik
Medienpolitik bezeichnet alle Diskurse und Maßnahmen, die in einen Ordnungsrahmen für publizistische Medien münden (Gesetze, Verordnungen, Richtlinien) und deren Spielraum definieren (Medienrecht). Da diese Medien eine essenzielle Rolle für das Funktionieren einer demokratischen Verfassung spielen, ist die Medienpolitik Teil der staatlichen Daseinsvorsorge zum Schutz der freien Meinungsäußerung und Informationsfreiheit der Bürger. Sie muss zugleich sicherstellen, dass politische und wirtschaftliche Machtgruppen keinen bestimmenden Einfluss auf das publizistische Angebot und die politische Willensbildung der Bevölkerung nehmen können. Dem dient auch die Medienbildung in den Schulen oder außerschulische Aufklärungskampagnen. Im Gegensatz zu Politikfeldern wie Gesundheits-, Sozial- oder Verkehrspolitik werden die Wirkungen medienpolitischer Entscheidungen für die Bürger eher indirekt spürbar, so dass die Medienpolitik in der politischen Wahrnehmung gelegentlich nicht die gleiche Aufmerksamkeit wie andere Politikfelder erfährt. Medienpolitik ist zugleich Kultur-, Wirtschafts- und Technologiepolitik, und muss daher auf mehreren politischen Ebenen und Feldern balanciert werden.
Im Zuge der Digitalisierung wachsen Märkte, die zum Teil noch getrennt geregelt werden (Printmedien, Rundfunk, Mobilfunk, Telekommunikation), in der digitalen Welt zusammen. Dies führt zu Diskussionen bei der EU, dem Bund und den Ländern über eine neue Medienpolitik.

## Begriff und Akteure
Unter Medienpolitik werden im engeren Sinn alle staatlichen und hoheitlichen Regulierungen des publizistischen Mediensystems verstanden. In einem erweiterten Verständnis zählen zur Medienpolitik, neben dieser durch Gesetze, Verordnungen oder Gewährleistungen etablierten Medienordnung, auch „die Vermittlung und Präsenz von Politik in den Medien“ und „die Politik der Medienunternehmen selbst“ (Hachmeister 2008:17). Zudem bildete sich in den 1990er Jahren Medienpolitik als wirtschaftliche „Standortpolitik“ aus; besonders in Bayern und NRW wurde um die Ansiedlung von Medienunternehmen und -projekten gerungen. In Deutschland ist der Begriff „Medienpolitik“ in den politischen Parteien und in der Kommunikationswissenschaft seit Anfang der 1960er Jahre gebräuchlich. Die CDU-nahen Kommunikationswissenschaftler Franz Ronneberger (Nürnberg/Erlangen) und Otto B. Roegele (München) nahmen eine erste systematische Auseinandersetzung mit dem Themenfeld vor. Die verbindliche Definition des Begriffs Medienpolitik wird unter anderem durch die Tatsache erschwert, dass die Begriffe Medien- und Kommunikationspolitik sowohl in der Forschung als auch in der Alltagssprache nicht immer klar voneinander abgegrenzt werden. Der Hamburger Politikwissenschaftler Hans Kleinsteuber definiert Medienpolitik „als politisch motiviertes und intendiertes Handeln (...), das sich auf die Organisation, die Funktionsweise, die Ausgestaltung und die materielle wie personelle Seite der Massenmedien bezieht“ (2005:103). Ähnlich definiert Puppis den Begriff als „jenes Handeln, welches auf die Herstellung und Durchsetzung allgemein verbindlicher Regeln und Entscheidungen über Medienorganisationen und die massenmediale öffentliche Kommunikation abzielt“ (2007:34). Ausdrücklich bezieht er die Telekommunikationsinfrastruktur sowie die „Neuen Medien“ mit ein.
Die Debatte im englischen Sprachraum ist klarer strukturiert. Dort werden die Dimensionen der Kommunikationspolitik in Anlehnung an die drei aus der Politikwissenschaft stammenden Analyseebenen der „Polity“, „Politics“ und „Policy“ beschrieben:
- „Polity“ bezeichnet die Grundlagen der Medienordnung (Kommunikationsverfassung),
- „politics“ bezeichnet den politischen Input durch die Medienakteure,
- „policies“ bezeichnet den Output des politischen Betriebs mit Gesetzen und Staatsverträgen, Behörden und Entscheidungen (nach Kleinsteuber 2001).

Eine Vielzahl von Akteuren und Institutionen sind in oder für Deutschland medienpolitisch präsent: Europäische Kommission, Bundesverfassungsgericht, Bundesländer (Rahmenbedingungen), Landesmedienanstalten (Lizenzierung, Kontrolle), öffentlich-rechtliche Rundfunkräte (Aufsicht über ARD und ZDF), Kommissionen wie KEK (Konzentrationskontrolle) oder KEF (Finanzaufsicht über den öffentlich-rechtlichen Rundfunk) das Bundeskartellamt, die Rundfunkkommission der Länder (als beauftragte Stelle der Länder-Ministerpräsidenten mit Sitz in Rheinland-Pfalz). Dazu kommen medienpolitische Akteure aus den Parteien, Fraktionen und Verbänden. Medienpolitik gilt, obwohl sie sich mit den Rahmenbedingungen für gesellschaftliche Öffentlichkeit beschäftigt, als komplexes Feld für Spezialisten. Die Kleinteiligkeit der Medienregulierung in Deutschland, angesichts der Notwendigkeit von „convergence thinking“ (Henry Jenkins) und neuer „Wissenskonzerne“ wie Google, ist in jüngster Zeit häufiger kritisiert worden. Koordinatorin der Medienpolitik der SPD-regierten Länder ist zurzeit die rheinland-pfälzische Ministerpräsidentin Malu Dreyer; die Medienpolitik der CDU-regierten Länder wird vom sächsischen Ministerpräsidenten Michael Kretschmer repräsentiert. Auf Bundesebene ist der im Kanzleramt angesiedelte Beauftragte der Bundesregierung für Kultur und Medien, Staatsministerin Claudia Roth (Bündnis 90/Die Grünen), im Wesentlichen für Filmpolitik zuständig. Die deutschen Länder regeln ihre gemeinsame Medienpolitik zu einem großen Teil in Medienstaatsverträgen.

## Leitbilder der Medienpolitik
Medienpolitisches Handeln wird besonders durch zensorische Maßnahmen (so in Diktaturen) oder Gewährleistungen (von Meinungsfreiheit, politischer Pluralität oder Marktzugang) kenntlich. Es gibt im Wesentlichen drei normative Leitbilder, mit denen unterschiedliche Vorstellungen der Medienpolitik skizziert werden können. Eine (neo-)liberale Einstellung kommt in dem Diktum des Publizisten Johannes Gross zum Ausdruck, die beste Medienpolitik sei gar keine. Dabei wäre es schon eine medienpolitische Grundsatzentscheidung, die Medien unreguliert den Marktkräften zu überlassen. Dieser wirtschaftsliberalen Haltung steht die Vorstellung einer etatistischen Medienpolitik, die möglichst kleinteilig reguliert, gegenüber. Einen dritten Weg beschreitet die ordoliberale Politik, die den Ausgleich zwischen einer bewusst gesetzten Ordnung für Gesellschaft, Staat und Wirtschaft sowie den individuellen und unternehmerischen Freiheitsrechten sucht. Medienpolitik in Deutschland ist bislang weitgehend Ländersache (nach den negativen Erfahrungen mit der zentralen Propaganda und Medienlenkung unter Joseph Goebbels von 1933 bis 1945) und schwankt zwischen föderaler Kooperation und einem ordoliberalen Grundverständnis. Unabhängig von den im 17. und 18. Jahrhundert entwickelten Grundvorstellungen von Rede- und Meinungsfreiheit wird die Medienpolitik vor allem technologisch transformiert – so mit dem Aufkommen der Massenpresse, des Rundfunks und aktuell des Internets. So wurde in den 1980er Jahren in Deutschland wie in vielen anderen europäischen Ländern der private Rundfunk eingeführt; allerdings mit klaren machtpolitischen Ambitionen unter Bundeskanzler Helmut Kohl (CDU), der gute Beziehungen zum konservativen Münchener Medienunternehmer Leo Kirch pflegte. Maßgeblich für die Einrichtung des dualen Rundfunksystems in Deutschland (Rundfunk) sind die Urteile des Bundesverfassungsgerichts, z. B. von 1961, 1971 und 1981. Auf der Grundlage der vom Bundesverfassungsgericht beschriebenen dualen Rundfunkordnung regelten die Bundesländer im Staatsvertrag zur Neuordnung des Rundfunkwesens 1987 das Nebeneinander von öffentlich-rechtlichem und privatem Rundfunk, inzwischen durch zahlreiche „Rundfunkänderungsstaatsverträge“ fortgeschrieben (vgl. Meyn 2004). Zu unterscheiden ist ferner zwischen reaktiver und gestaltender Medienpolitik. Letztere entwickelt im Dialog mit den Akteuren aus der Medienwirtschaft und gesellschaftlichen Gruppen neue institutionelle und organisatorische Rahmenbedingungen bzw. konkrete Modelle der Medienpolitik, wie zum Beispiel Anfang der 1980er Jahre bei der Gründung des Fernsehsenders „Channel Four“ in Großbritannien.

## Vergleichende und internationale Medienpolitik
Gestalt und Abläufe der Medien- und Kommunikationspolitik sind abhängig von der historischen Entwicklung der jeweiligen nationalen Mediensysteme sowie von der Struktur des politischen Systems. So ist die Medienpolitik in Frankreich eher etatistisch-präsidential geprägt, während in Deutschland Föderalismus und Verfassungsrecht die Regeln und Handlungsabläufe in der Medienpolitik bestimmen. Großbritannien verfügt über ein System der checks and balances mit zahlreichen Kommissionen und Selbstverpflichtungen. Dagegen gibt es in den USA nur vereinzelte Intellektuelle, die demokratische Interventionen gegen die „Konsensmaschine der Medienindustrie“ (Chomsky) fordern. Kleinsteuber beschreibt, dass erst in den frühen 1970er Jahren das Bewusstsein für eine internationale Medienpolitik entstand. Die UNESCO war Forum für eine Debatte zwischen Staaten der „Zweiten“ und der „Dritten Welt“ und den westlichen Staaten. „Während der Westen das Prinzip eines ‚Free Flow of Communication‘, eines unbehinderten, globalen Kommunikationsflusses einforderte, beklagten Kritiker die damit verbundene Mediendominanz („Medienimperialismus“) des reichen Westens, der ebendiese Kommunikationsströme kontrolliere und für seine Interessen nutze (2005).“ Der Streit, der in letzter Konsequenz zum Austritt einiger Staaten aus der UNESCO geführt habe (die inzwischen alle wieder zurückgekehrt sind) habe zu einem Autoritätsverlust geführt, der bis heute nachwirke, so Kleinsteuber. Seitdem spiele die UNESCO eine nachgeordnete Rolle für die globale Medienpolitik. Dennoch gewinnt die Medienpolitik internationaler Organisationen wie der Europäischen Union, der WTO und der UNESCO im Zuge von Europäisierung und Globalisierung an Bedeutung. Dass Medienregulierung nicht mehr allein Sache des Nationalstaats ist, hat jüngst der Beihilfestreit des deutschen öffentlich-rechtlichen Rundfunks mit der Wettbewerbskommission der EU verdeutlicht. Folgerichtig konstatiert Jarren, die zentralen Merkmale der heutigen Medienpolitik seien „Politische Mehrebenensysteme, verflochtene Entscheidungsarenen, komplexe Akteurskonstellationen (...)“.

## Aktuelle medienpolitische Problemfelder
In Staaten mit autoritärer oder diktatorischer Führung geht es weiterhin um die Grundfragen der Medien- und Meinungsfreiheit (z. B. in Russland oder China), während die Abhörskandale der Murdoch-Blätter in Großbritannien die politischen Probleme einer Dominanz kommerzieller publizistischer Medien aufgezeigt haben. Medienpolitik wurde hier von einem Nischenthema zur Angelegenheit der allgemeinen Öffentlichkeit und der gesamten politischen Klasse. Prinzipiell hat sich durch die stärkere Beachtung netzpolitischer Themen, die Urheberrechtsdebatte und das Aufkommen der Piratenpartei auch das Gewicht des medienpolitischen Feldes wieder erhöht. In Deutschland geht es vor allem um folgende Fragen:

### Besitzverhältnisse und Konzentrationsprozesse
Seit der Machtkonzentration im Hugenberg-Konzern, dem es mehr um gesellschaftlichen Einfluss als um Renditesteigerung ging, ist die Verflechtung zwischen Eigentum und politischer Macht ein für den Mediensektor spezifisches Problem. Jüngste Beispiele für Verstrickungen dieser Art sind Persönlichkeiten wie Wladimir Putin, Silvio Berlusconi und Rupert Murdoch. Skandalöse Verflechtungen zwischen Politik und Medienwirtschaft wurden in Deutschland vor allem nach dem Konkurs der Kirch-Gruppe 2003 bekannt. Bundeskanzler a. D. Helmut Kohl hatte nach dem Ende seiner Amtszeit stets auf der Gehaltsliste des Medienunternehmers gestanden. Laut Presseberichten bezog Kohl zwischen 1999 und 2003 jährlich rund 300.000 Euro an Beraterhonoraren – zumeist, ohne dass den Bezügen eine nachweisbare Leistung gegenüberstand.
Heute lösen zunehmend ausschließlich profitorientierte Finanzinvestoren und Private-Equity-Unternehmen die alten Verlegerdynastien und Familien als neue Eigentümer ab. Beispielhaft waren hier die Vorgänge um den Berliner Verlag bzw. die Berliner Zeitung und die Private-Equity-Unternehmen KKR und Permira. An der Axel Springer AG ist die US-Finanzgesellschaft Hellmann & Friedman mit 9,9 % beteiligt. Auch der Münchner Medienunternehmer Kirch arbeitete mit Finanzinvestoren zusammen.

### Distribution und Konvergenz
Noch ist nicht entschieden, auf welchen physischen Datenträgern in naher Zukunft journalistische Angebote zum Konsumenten transportiert werden. Einerseits ist noch eine klare Ausrichtung an spezifischen Mediengattungen (Presse, Hörfunk, Fernsehen) zu verzeichnen, andererseits gibt es eine immer stärkere Zusammenbindung von Print- und Audio-/Video-Elementen im Online-Bereich. Auch das Online-Angebot von Rundfunk und Zeitungen wird immer ähnlicher, die Grenzen werden hier in den kommenden Jahren immer mehr verschwimmen. In fast allen Bundesländern wird die Verbreitung von Rundfunkangeboten immer stärker von UKW auf DAB+ verlagert. Derzeit werden noch beide Verbreitungsangebote, aber nicht flächendeckend, angeboten. Daneben wird aber auch diskutiert, ob gerade für kleinere Programme die Verbreitung über Internet nicht genügt.

### Mediennutzung und Datenschutz
Die veränderten Nutzungsgewohnheiten der Leser haben auch große Auswirkungen auf die journalistischen Inhalte: Es gibt immer einflussreichere Social Communities im Internet (z. B. Facebook und XING). Mit den Blogs ist außerdem eine journalistische Kultur und eine neue Konkurrenz zu den traditionellen Verlagen entstanden. Im Gegenzug setzen auch Traditionsmedien auf User-generated Content und nutzen das Netz gleichzeitig als Vertriebsweg und Quelle.
Wo die Trennung zwischen Konsum und Produktion immer mehr verschwimmt, entstehen neue Datenschutz- und Urheberrechtsprobleme und Utopien eines „digitalen Kommunismus“ (Hachmeister). Die Symbiose von Laptop, Mobiltelefon und World Wide Web steht für das zum Teil enthemmte (sich selbst) Veröffentlichen im Internet. So verändert auch die disperse Mediennutzung die Parameter der Medienpolitik.

### Gebührendebatte
Im Zentrum der deutschen Medienpolitik steht auch die Frage, welche Rolle die öffentlich-rechtlichen Fernsehunternehmen ARD und ZDF im digitalen Zeitalter spielen sollen. Dabei wird nicht nur über die Höhe der Rundfunkgebühr (ab 2013: Haushaltsabgabe) diskutiert (Stoiber 2012), sondern auch über das alternde Publikum der öffentlich-rechtlichen Sender und die Legitimität der Online-Aktivitäten von ARD und ZDF. Diese werden von Vertretern der privaten Medienwirtschaft, insbesondere vom Bundesverband Deutscher Zeitungsverleger, regelmäßig kritisiert.

### Debatte über die politische Relevanz von Youtubern und Social Media
Am 18. Mai 2019 veröffentlichte der Youtuber Rezo auf seinem Zweitkanal Rezo ja lol ey ein Video mit dem Titel „Die Zerstörung der CDU.“. Das Video erhielt innerhalb kurzer Zeit mehrere Millionen Aufrufe und wurde stark in den Medien diskutiert. In dem Video geht es im Wesentlichen um vier Dinge: Die Urheberrechtsreform der europäischen Union und die Proteste rund um Artikel 13(/17), das Priorisieren von Digitalpolitik, Influencerkommunikation und die Forderung, Menschen jeder Altersklasse ernst zu nehmen, nebst anderen Politikfeldern wie Umwelt- und Migrationspolitik. Rezo führte anhand von Belegen aus seiner Sicht das Scheitern der aktuellen Politik vor allem in den genannten Bereichen auf. Den größten Vorwurf machte er dabei der CDU, aber auch die Fehler von SPD-Politikern ließ er nicht außer Acht. Schlussendlich rief er dazu auf, bei der Europawahl CDU, SPD und AfD nicht zu wählen. In den Kommentaren fand er dazu viel Zuspruch und auch das Verhältnis von Likes und Dislikes lässt eine allgemeine Zustimmung erkennen. Schon bald nach Veröffentlichung des Videos forderten viele eine Stellungnahme der CDU. Jungpolitiker Phillipp Amthor (CDU) kündigte daraufhin ein Gegenvideo an, das allerdings nie veröffentlicht wurde. Bundesvorsitzende der CDU Annegret Kramp-Karrenbauer kritisierte das Video indirekt als „Meinungsmache“ und stellte in Frage, ob der digitale Bereich der Medien genauso reguliert werden müsse wie der analoge, ohne allerdings konkrete vergleichbare analoge Regulierungen zu nennen. Die CDU-Vorsitzende fühlte sich in ihren Aussagen missinterpretiert.  Union und SPD hatten starke Verluste bei der Europawahl 2019 zu verzeichnen.

## Kritik
Medienpolitische Prozesse werden von den Medienunternehmen selbst beobachtet (z. B. auf speziellen Medienseiten in den Tageszeitungen oder durch Online-Portale), die von der Medienregulierung ökonomisch und publizistisch betroffen sind. Dies führt zu Problemen journalistischer Unabhängigkeit und mitunter stark interessengeleiteter Kritik an der operativen Medienpolitik, wie etwa beim Streit um die Präsenz der öffentlich-rechtlichen Sender im World Wide Web. Die Kritik an der Unübersichtlichkeit der deutschen Medienregulierung hat in den letzten Jahren deutlich zugenommen. 2005 forderten etwa die Medienkritiker Stefan Niggemeier und Peer Schader in der „Frankfurter Allgemeinen Sonntagszeitung“ (FAS): „Schafft die Landesmedienanstalten ab!“. Die „Medienwächter“ seien „ältere weltfremde Herren“. (20. Mai 2005) Auch das 2005 gegründete gemeinnützige Institut für Medien- und Kommunikationspolitik (IfM, Berlin/Köln) hat der deutschen Medienpolitik Rückständigkeit und Überkomplexität vorgeworfen. Diese sei „ein Beispiel für nicht satisfaktionsfähige Politik, die sich technokratisch und formaljuristisch weit von ihrem lebendigen Bezugsfeld entfernt hat“. Die für die Medienpolitik in Deutschland im Wesentlichen verantwortlichen Juristen und Verwaltungsbeamten hielten an überholten Begrifflichkeiten des Presse- und Rundfunkrechts fest. Zudem fehlten Instanzen, von denen man klare Ansagen erwarte, es gebe „kaum Politiker und Unternehmer, die für spannende intellektuell-strategische Entwürfe stünden“. Das IfM fordert dagegen im Internet-Zeitalter einen „neuen, aufgeräumten Medienstaatsvertrag“ (statt der bisherigen „Rundfunkänderungsstaatsverträge“) und eine zentrale Regulierungsagentur für die Medien- und Telekommunikationsindustrie (wie die Ofcom in Großbritannien). Bereits anlässlich des 10. „Rundfunkänderungsstaatsvertrages“, der gleich drei Medienaufsichts-Kommissionen (ZAK, GVK und KEK) vorsieht, monierte der ver.di-Medienexperte Martin Dieckmann „die fehlende Architektur des Ganzen“ (ver.di-Information, 6. August 2007). Der Deutschland-Chef des Telekommunikations-Konzerns Vodafone, Fritz Joussen, sagte in einem Interview mit der „Frankfurter Allgemeinen Zeitung“: „Ich habe während der Diskussion über die Lizenzvergabe für das mobile Fernsehen im vergangenen Jahr eines gelernt: Entscheidungen fallen in Deutschland nicht schnell, wenn es um Länderinteressen geht. Um es vorsichtig auszudrücken: Medienpolitik ist hierzulande kompliziert“. (17. August 2008) Der Frankfurter Medienrechtler Thomas Vesting betont, die „Ausrichtung des Medienrechts am Modell der Rundfunkregulierung dürfte langfristig gesehen ein Auslaufmodell sein“. Nach Ansicht von IfM-Direktor Lutz Hachmeister ist Medienpolitik nicht einfach „ein Politikfeld unter mehreren, sondern eine Metapolitik, die alle andere Politikbereiche berührt: Durch Handeln oder Unterlassen wird in diesem Feld entschieden, wie über das Politische insgesamt gedacht und geredet wird“ (Hachmeister et al. 2008).